# Chappell
Pour les articles homonymes, voir Chappell (homonymie).
La ville de Chappell est le siège du comté de Deuel, dans l’État de Nebraska, aux États-Unis. Elle comptait 929 habitants lors du recensement de 2010.